# Bologna Football Club 1979-1980
Questa voce raccoglie le informazioni riguardanti il Bologna Football Club nelle competizioni ufficiali della stagione 1979-1980.

## Stagione
Il Bologna nella stagione 1979-80 della Serie A si è classificato al settimo posto a 30 punti con Cagliari e Perugia. Suo malgrado è stato coinvolto nello scandalo delle partite "truccate", e nel processo sportivo che ne è seguito a campionato ultimato, è stato penalizzato di 5 punti dalla C.A.F. con Perugia ed Avellino, fardello da scontare nella stagione successiva. Sulla panchina bolognese siede l'ex ala rossoblù Marino Perani. È tornato a Bologna dopo cinque stagioni al Napoli Giuseppe Savoldi che con 11 reti è stato il miglior marcatore dei rossoblù.
Lo scudetto è stato vinto con 44 punti dall'Inter davanti alla Juventus, seconda con 38 punti, entrambe non toccate dallo scandalo extra-sportivo, mentre il Milan giunto terzo e la Lazio che si era salvata, sono state declassate in Serie B con il Pescara che è invece l'unica ad essere retrocessa sul campo.
In Coppa Italia il Bologna non è andato oltre il primo turno disputato nel precampionato, chiudendo il proprio girone qualificatorio dietro a Inter e SPAL, e davanti ad Atalanta e Sambenedettese.

## Divise

Una formazione felsinea con la seconda maglia sbarrata

| Casa | Trasferta | 1ª portiere | 2ª portiere |

## Organigramma societario
Area direttiva
- Presidente: Tommaso Fabbretti

Staff tecnico
- Allenatore: Marino Perani
- Vice allenatore: Cesarino Cervellati
- Vice allenatore: Romano Fogli
- Medico: Giampaolo Dalmastri
- Massaggiatore: Romano Carati

## Rosa
| N. |                   | Ruolo | Calciatore           |
| -- | ----------------- | ----- | -------------------- |
|    | Italia (bandiera) | P     | Maurizio Rossi       |
|    | Italia (bandiera) | P     | Alessandro Santori   |
|    | Italia (bandiera) | P     | Giuseppe Zinetti     |
|    | Italia (bandiera) | D     | Klaus Bachlechner    |
|    | Italia (bandiera) | D     | Fabio Albinelli      |
|    | Italia (bandiera) | D     | Arcadio Spinozzi     |
|    | Italia (bandiera) | D     | Antonio Perego       |
|    | Italia (bandiera) | D     | Renato Sali          |
|    | Italia (bandiera) | D     | Fulvio Zuccheri      |
|    | Italia (bandiera) | C     | Angelo Castronaro    |
|    | Italia (bandiera) | C     | Franco Colomba       |
|    | Italia (bandiera) | C     | Marcello Gamberini   |
|    | Italia (bandiera) | C     | Giorgio Mastropasqua |

| N. |                   | Ruolo | Calciatore                  |
| -- | ----------------- | ----- | --------------------------- |
|    | Italia (bandiera) | C     | Giuseppe Dossena            |
|    | Italia (bandiera) | C     | Ennio Mastalli              |
|    | Italia (bandiera) | C     | Adelmo Paris                |
|    | Italia (bandiera) | C     | Paolo Marchini              |
|    | Italia (bandiera) | C     | Luciano Fusini              |
|    | Italia (bandiera) | A     | Luciano Chiarugi            |
|    | Italia (bandiera) | A     | Giuseppe Savoldi (capitano) |
|    | Italia (bandiera) | A     | Carlo Petrini               |
|    | Italia (bandiera) | D     | Claudio Perani              |
|    | Italia (bandiera) | C     | Mirko Fogli                 |
|    | Italia (bandiera) | C     | Daniele Perani              |
|    | Italia (bandiera) | A     | Fausto Belli                |

## Risultati

### Serie A

#### Girone di andata
| Arbitro: | Menicucci (Firenze) |

|                   |           |                       |
| Causio 75’ (rig.) | Marcatori | 63’ (rig.) G. Savoldi |

| Arbitro: | Longhi (Roma) |

|                |           |             |
| G. Savoldi 12’ | Marcatori | 90’ Goretti |

| Arbitro: | Barbaresco (Cormons) |

|            |           |                            |
| Pruzzo 59’ | Marcatori | 56’ G. Savoldi 66’ Ciarugi |

| Arbitro: | D'Elia (Salerno) |

|                 |           |                         |
| Mastropasqua 7’ | Marcatori | 36’ Bini 40’ Beccalossi |

| Arbitro: | Terpin (Trieste) |

|                   |           |  |
| C. Pellegrini 85’ | Marcatori |  |

| Arbitro: | Menegali (Roma) |

|                       |           |               |
| Mastropasqua 15’, 67’ | Marcatori | 86’ Antognoni |

| Arbitro: | Casarin (Milano) |

|                                  |           |  |
| Bellotto 49’ Marchini 70’ (aut.) | Marcatori |  |

| Arbitro: | Lops (Torino) |

|  |           |              |
|  | Marcatori | 25’ Selvaggi |

| Arbitro: | Longhi (Roma) |

|                                                  |           |                 |
| G. Savoldi 3’, 76’ Orazi 21’ (aut.) Chiarugi 25’ | Marcatori | 44’ E. Nicolini |

| Pescara 25 novembre 1979 10ª giornata | Pescara          | 0 – 0 | Bologna | Stadio Adriatico\| Arbitro: \| D'Elia (Salerno) \| |
| Arbitro:                              | D'Elia (Salerno) |       |         |                                                    |

| Arbitro: | Menicucci (Firenze) |

|              |           |  |
| Chiarugi 74’ | Marcatori |  |

| Arbitro: | Lo Bello (Siracusa) |

|  |           |               |
|  | Marcatori | 50’ De Vecchi |

| Arbitro: | Menegali (Roma) |

|  |           |                     |
|  | Marcatori | 68’, 87’ G. Savoldi |

| Bologna 30 dicembre 1979 14ª giornata | Bologna          | 0 – 0 | Napoli | Stadio Comunale\| Arbitro: \| Casarin (Milano) \| |
| Arbitro:                              | Casarin (Milano) |       |        |                                                   |

| Torino 6 gennaio 1980 15ª giornata | Torino           | 0 – 0 | Bologna | Stadio Comunale\| Arbitro: \| D'Elia (Salerno) \| |
| Arbitro:                           | D'Elia (Salerno) |       |         |                                                   |

#### Girone di ritorno
| Arbitro: | Ciulli (Roma) |

|                 |           |            |
| Brio 69’ (aut.) | Marcatori | 55’ Causio |

| Arbitro: | Mattei (Macerata) |

|             |           |                |
| Casarsa 67’ | Marcatori | 29’ G. Savoldi |

| Arbitro: | Redini (Pisa) |

|                |           |                  |
| G. Savoldi 51’ | Marcatori | 8’ Di Bartolomei |

| Milano 3 febbraio 1980 19ª giornata | Inter           | 0 – 0 | Bologna | Stadio San Siro\| Arbitro: \| Lattanzi (Roma) \| |
| Arbitro:                            | Lattanzi (Roma) |       |         |                                                  |

| Arbitro: | Casarin (Milano) |

|                |           |  |
| G. Savoldi 71’ | Marcatori |  |

| Firenze 24 febbraio 1980 21ª giornata | Fiorentina     | 0 – 0 | Bologna | Stadio Comunale\| Arbitro: \| Pieri (Genova) \| |
| Arbitro:                              | Pieri (Genova) |       |         |                                                 |

| Bologna 2 marzo 1980 22ª giornata | Bologna         | 0 – 0 | Ascoli | Stadio Comunale\| Arbitro: \| Menegali (Roma) \| |
| Arbitro:                          | Menegali (Roma) |       |        |                                                  |

| Arbitro: | Benedetti (Roma) |

|                     |           |  |
| Selvaggi 59’ (rig.) | Marcatori |  |

| Catanzaro 23 marzo 1980 24ª giornata | Catanzaro         | 0 – 0 | Bologna | Stadio Militare\| Arbitro: \| Mattei (Macerata) \| |
| Arbitro:                             | Mattei (Macerata) |       |         |                                                    |

| Bologna 30 marzo 1980 25ª giornata | Bologna       | 0 – 0 | Pescara | Stadio Comunale\| Arbitro: \| Ciulli (Roma) \| |
| Arbitro:                           | Ciulli (Roma) |       |         |                                                |

| Arbitro: | Casarin (Milano) |

|  |           |             |
|  | Marcatori | 77’ Dossena |

| Arbitro: | Lattanzi (Roma) |

|                                                     |           |  |
| De Vecchi 20’ A. Maldera 25’ Chiodi 55’ (rig.), 63’ | Marcatori |  |

| Arbitro: | Bergamo (Livorno) |

|                                    |           |            |
| Savoldi 16’ (rig.) F. Zuccheri 81’ | Marcatori | 72’ Pianca |

| Arbitro: | Longhi (Roma) |

|             |           |             |
| Damiani 70’ | Marcatori | 17’ Dossena |

| Arbitro: | Redini (Pisa) |

|            |           |                     |
| Perego 38’ | Marcatori | 2’, 90’ F. Graziani |

### Coppa Italia

#### Quarto Girone
| Arbitro: | Longhi (Roma) |

|  |           |                            |
|  | Marcatori | 55’ Dossena 70’ C. Petrini |

| Arbitro: | Barbaresco (Cormons) |

|                |           |                                        |
| Castronaro 28’ | Marcatori | 36’ Muraro 66’ Altobelli 87’ G. Baresi |

| 2 settembre 1979 3ª giornata |  | – Turno riposo Bologna |  |  |

| Arbitro: | Lops (Torino) |

|                            |           |  |
| Colomba 30’ Mei 76’ (aut.) | Marcatori |  |

| Arbitro: | Lo Bello (Siracusa) |

|               |           |  |
| Gibellini 36’ | Marcatori |  |

## Statistiche

### Statistiche di squadra
| Competizione | Punti | In casa | In casa | In casa | In casa | In casa | In casa | In trasferta | In trasferta | In trasferta | In trasferta | In trasferta | In trasferta | Totale | Totale | Totale | Totale | Totale | Totale | DR |
| Competizione | Punti | G       | V       | N       | P       | Gf      | Gs      | G            | V            | N            | P            | Gf           | Gs           | G      | V      | N      | P      | Gf     | Gs     | DR |
| ------------ | ----- | ------- | ------- | ------- | ------- | ------- | ------- | ------------ | ------------ | ------------ | ------------ | ------------ | ------------ | ------ | ------ | ------ | ------ | ------ | ------ | -- |
| Serie A      | 30    | 15      | 5       | 6       | 4       | 15      | 12      | 15           | 3            | 8            | 4            | 8            | 12           | 30     | 8      | 14     | 8      | 23     | 24     | -1 |
| Coppa Italia |       | 2       | 1       | 0       | 1       | 3       | 3       | 2            | 1            | 0            | 1            | 2            | 1            | 4      | 2      | 0      | 2      | 5      | 4      | +1 |
| Totale       |       | 17      | 6       | 6       | 5       | 18      | 15      | 17           | 4            | 8            | 5            | 10           | 13           | 34     | 10     | 14     | 10     | 28     | 28     | 0  |

### Statistiche dei giocatori
| Giocatore       | Serie A  | Serie A | Coppa Italia | Coppa Italia | Totale   | Totale |
| Giocatore       | Presenze | Reti    | Presenze     | Reti         | Presenze | Reti   |
| --------------- | -------- | ------- | ------------ | ------------ | -------- | ------ |
| G. Zinetti      | 28       | -21     | ?            | ?            | 28+      | -21+   |
| A. Santori      | 0        | 0       | ?            | ?            | 0+       | 0+     |
| M. Rossi        | 2        | -3      | 1            | -1           | 3        | -4     |
| K. Bachlechner  | 28       | 0       | ?            | -            | 28+      | 0      |
| F. Albinelli    | 9        | 0       | ?            | -            | 9+       | 0      |
| A. Spinozzi     | 24       | 0       | ?            | -            | 24+      | 0      |
| A. Perego       | 2        | 1       | ?            | -            | 2+       | 1      |
| R. Sali         | 30       | 0       | ?            | -            | 30+      | 0      |
| F. Zuccheri     | 21       | 1       | ?            | -            | 21+      | 1      |
| A. Castronaro   | 22       | 0       | 1+           | 1            | 23+      | 1      |
| F. Colomba      | 27       | 0       | 1+           | 1            | 28+      | 1      |
| M. Gamberini    | 2        | 0       | ?            | -            | 2+       | 0      |
| G. Mastropasqua | 26       | 3       | ?            | -            | 26+      | 3      |
| G. Dossena      | 28       | 2       | 1+           | 1            | 29+      | 3      |
| E. Mastalli     | 14       | 0       | ?            | -            | 14+      | 0      |
| A. Paris        | 25       | 0       | ?            | -            | 25+      | 0      |
| P. Marchini     | 2        | 0       | ?            | -            | 2+       | 0      |
| L. Fusini       | 12       | 0       | ?            | -            | 12+      | 0      |
| L. Chiarugi     | 13       | 3       | ?            | -            | 13+      | 3      |
| G. Savoldi      | 29       | 11      | ?            | -            | 29+      | 11     |
| C. Petrini      | 5        | 0       | 1+           | 1            | 6+       | 1      |
| C. Perani       | 1        | 0       | ?            | -            | 1+       | 0      |
| M. Fogli        | 1        | 0       | ?            | -            | 1+       | 0      |
| D. Perani       | 1        | 0       | ?            | -            | 1+       | 0      |
| F. Belli        | 1        | 0       | ?            | -            | 1+       | 0      |